# دلی‌قوروقچی
دلی‌قوروقچی یکی از روستاهای استان آذربایجان شرقی است که در دهستان سهندآباد بخش تیکمه‌داش شهرستان بستان‌آباد واقع شده‌است.این روستا ۱۱۶ نفر جمعیت دارد.